# Paul W. Ruse
Paul W. Ruse ist ein US-amerikanischer Politiker, der von 1989 bis 1995 State Treasurer von Vermont war.

## Leben
Paul W. Ruse jr. lebt in Springfield. Er war Treasurer und Direktor der Chamber of Commerce und Treasurer des Windsor Countys Cancer Crusade, zudem Town Manager von Springfield.
Obwohl er Mitglied der Demokratischen Partei war, wurde er vom Republikaner Emory A. Hebard zum Stellvertretenden Treasurer von Vermont berufen und dieser empfahl ihn auch zu seinem Nachfolger. Ruse kandidierte zum Treasurer von Vermont und hatte das Amt drei Amtszeiten, von 1989 bis 1995 inne.
Paul W. Ruse ist mit Carol Lemlre verheiratet. Sie haben zwei Söhne.